# Cieśnina Mesyńska
Cieśnina Mesyńska (wł. Stretto di Messina) – cieśnina łącząca wody Morza Tyrreńskiego i Morza Jońskiego, oddziela Sycylię od Kalabrii na południowym krańcu Półwyspu Apenińskiego. W najwęższym miejscu mierzy 3,1 km. Maksymalna głębokość cieśniny wynosi 250 m.
Działa połączenie promowe między Mesyną (Sycylia) a kalabryjskim miastem Villa San Giovanni. Kursuje wodolot do Reggio di Calabria.
Co pewien czas powraca idea budowy mostu łączącego wyspę ze stałym lądem. W XXI wieku postęp technologii budownictwa sprawił, że wizja jego powstania przybliża się. Przygotowano plany, jednak w 2006 roku realizacja projektu została zawieszona. Koszty tego przedsięwzięcia są szacowane na ok. 4,6 mld euro. Temat wrócił w roku 2022, kiedy premier Giorgia Meloni zapowiedziała, że jej rząd zamierza ostatecznie sfinalizować to przedsięwzięcie.
W 1957 wybudowano pylony mesyńskie – podpory dla przewodów linii energetycznej, należące do najwyższych na świecie. Linia została później zastąpiona podwodnym kablem, ale słupy pozostawiono jako zabytek historyczny.
Wiry występujące w cieśninie przyczyniły się do powstania legendy o Skylli i Charybdzie.
Cieśniną Mesyńską na podstawie prawa nieszkodliwego przepływu, którego Włochy nie mogą zawiesić, mogą przepływać statki niepłynące pod włoską banderą.

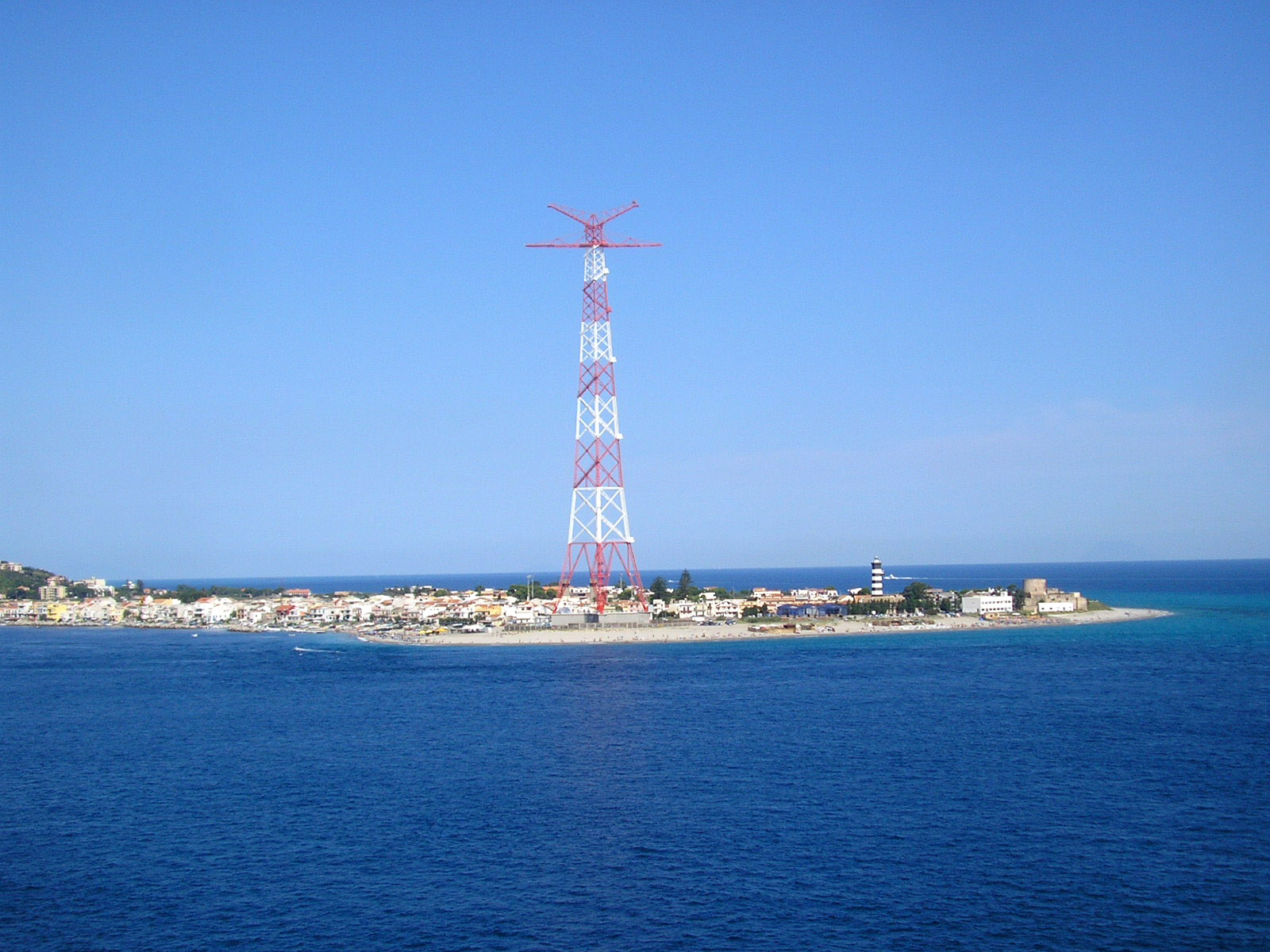
Torre Faro – jeden z pylonów mesyńskich, po stronie sycylijskiej
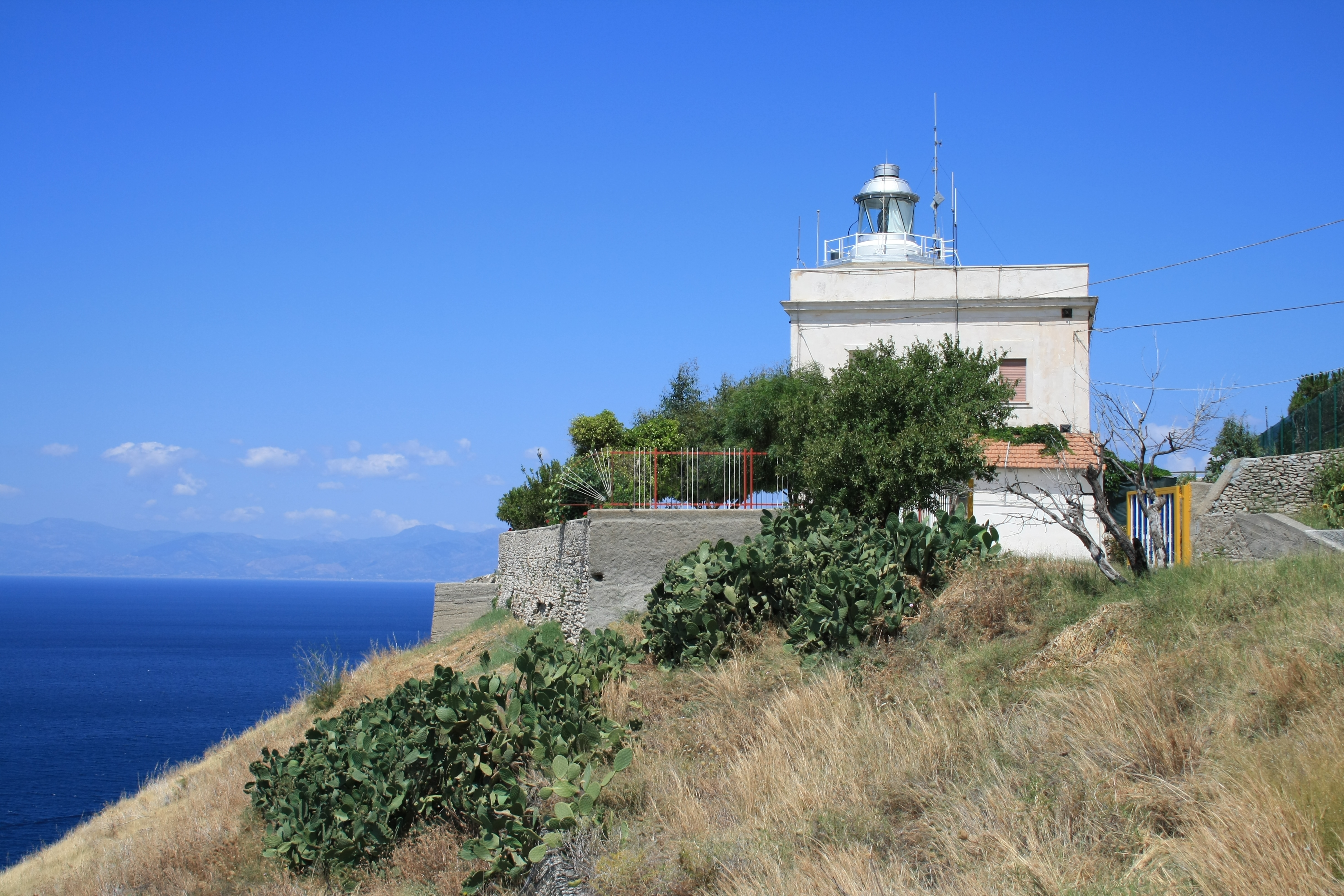
Faro Capo D'Armi – strona kalabryjska